# 서미경
서미경(한국 한자: 徐美敬/徐美卿/徐美京, 예명:서승희/徐昇希, 1959년 7월 4일~ )은 대한민국 연기자 가수다. 아역 연기자, 금호여자중학교 재학 중 1972년 제1회 미스 롯데 선발대회에서 대상 수상하며 롯데제과 광고로 등장하였다. 서미경의 오빠는 서진석 前 유원실업 대표, 유니플렉스 대표다. 1983년 롯데 창업주 신격호(사실혼)와의 사이에서 딸 신유미를 두었다. 신유미는 롯데호텔 고문이기도 하다. 출신 모교는 안양고등학교이다.

## 경력
- 유기개발 이사
- 유원실업 감사

## 학력
- 금호여자중학교 (졸업)
- 안양영화예술고등학교 연극영화과 (졸업)
- 한성대학교 의상학과 (중퇴)

## 생애
- 한때는 잘 나가는 여배우였지만, 돌연 연예계 은퇴를 선언하고 롯데그룹의 창업주인 신격호의 첩으로 롯데 가문에 입성하게 되면서 자취를 감추었다.
- 그리고 긴 세월이 흘러 신동빈 한국 롯데 회장과 신동주 일본 롯데홀딩스 부회장 간의 권력 다툼이 비화되면서 서미경의 거취도 함께 물 위로 떠오르게 됐는데,
- 이 이슈 때문에 1960~70년대생 이후부턴 서미경을 왕년의 스타보다는 롯데 회장 신격호의 첩으로 기억하는 사람들이 많을 것이다.
- 그녀의 오빠는 서진석 前 유원실업 대표, 유니플렉스 대표다.

## 영화
- 1981년 김두한과 서대문 1번지
- 1976년 단둘이서
- 1976년 춘풍연풍
- 1976년 홍길동
- 1976년 강력계
- 1976년 여수 407호
- 1975년 김두한 4
- 1975년 졸업 시험
- 1975년 김두한 3
- 1975년 김두한 2 - 협객 김두한
- 1974년 여고 교사
- 1974년 혼혈아 쥬리
- 1974년 청춘 불시착
- 1973년 방년 18세

## 드라마
- 1978년 드라마 상노